# Gogarena

Armênia em 150. Gogarena situa-se dentre as províncias mais ao norte

Gogarena (em armênio: Գուգարք; romaniz.: Gugark) foi a décima terceira província da Armênia histórica segundo Ananias de Siracena. Seu território corresponde ao norte da atual Armênia, o nordeste da Turquia e o sul da Geórgia. A cidade de Ardacane é seu centro histórico.

## Distritos
A província era constituída por 16 gavares (cantões ou distritos):
- Zorofora (Ձորափոր);
- Colbafora (Կողբափոր);
- Zobofora (Ծոբոփոր);
- Taxir (Տաշիր);
- Trelca (Թռեղք);
- Cangarca (Կանգարք);
- Atona (Արտահան);
- Alta Javaquécia (Վերին Ջավախք);
- Colarzena (Կղարջք);
- Cuixafora (Քվիշափոր);
- Bolnofora (Բողնոփոր);
- Xavexécia (Շավշեթ);
- Mangleacfora (Մանգլյաց փոր);
- Baixa Javaquécia (Ջաւախք Ներքին);
- Paruar (Պարուար);
- Hunaracerta (Հնարակերտ).

## História
Sob os artaxíadas e arsácidas, a província foi uma das quatro marcas (vitaxados) que protegiam o Reino da Armênia. Segundo Cyril Toumanoff, foi dirigida por vitaxas ("vice-reis").  Em 387, quando o reino foi dividido entre os romanos e sassânidas, foi integrada à Ibéria. Em 652, os árabes permitiram que o príncipe armênio Teodoro Restúnio incorporasse-a às suas posses.[carece de fontes?] Ao longo dos séculos seguintes, a província teve vários soberanos: no século VIII esteve integrada ao Emirado de Tbilisi e no século IX foi dividida entre os bagrátidas armênios e georgianos.